# Herbert Pée
Herbert Pée (* 7. Juli 1913; † 1998 in München) war ein deutscher Kunsthistoriker.

## Leben
In den Jahren 1959, 1960 und 1963 fungierte Pée als deutscher Kommissar bei der Biennale für Junge Kunst in Paris; dort setzte er sich 1961 gemeinsam mit André Malraux für Reinhard Küchenmeister ein. 1967, 1969 und 1971 hatte er die Position als deutscher Kommissar der Biennale in Sao Paulo (IX., X. und XI. Biennale) inne. Von 1952 bis 1970 war er Direktor der städtischen Sammlungen für Kunst und Kulturgeschichte Ulm. Von 1970 bis 1977 leitete er die Staatliche Graphische Sammlung in München. Mit seiner 1971 vorgelegten Monographie zum Werk des deutschen Malers Johann Heinrich Schönfeld (1609–1684), der eine von ihm kuratierte Ausstellung im Museum Ulm 1967 vorausging, ermöglichte er eine Zusammenschau des bis zu diesem Datum wenig erforschten Oeuvres und legte ein wesentliches Fundament für die weitere Forschung zu diesem Maler und zu dessen Austausch mit den Künstlern in Italien während seines Aufenthaltes in Rom und Neapel.

## Schaffen

### Ausstellungen
- Horst Antes, Ausst. Ulmer Museen, 15.12.1963 – 19.1.1964, Katalog Museum Ulm, Ulm/Donau : Süddeutsche Verl. Ges., 1963.
- Museum Ulm. Graphik von 1890 bis heute, Ausst. Ulmer Museen 1964 (Katalog)
- Günter Haese, Ausst. Marlborough New London Gallery, London, 1965 (Katalog).
- Rainer Küchenmeister, Ausst. Museum Ulm, 1966 (Katalog).
- Hans Bellmer, Ausst. Museum Ulm, 1966. Lisbeth Bissier, Julius Bissier: Bildteppiche, Ausst. Ulmer Museen, 1966. Pierre Courtin : gravures, Ausst. Museum Ulm 1966.
- Josua Reichert, Ausst. IX Bienal de Sao Paulo, Brasilien 1967 (exposicao alema), München : Pfäfflin, 1967.
- Johann Heinrich Schönfeld. Bilder, Zeichnungen, Graphik, Ausst. Museum Ulm, 1967.
- Querschnitt durch die moderne Kunst von Paul Klee bis Roy Lichtenstein, Ausst. Museum Ulm, 1968.
- Hans Acker: Maler und Glasmaler von Ulm, 29. September bis 3. November 1968.
- Valerio Adami, Ausst. Museum / Kunstverein Ulm, 1970.
- XI Bienal de Sao Paulo: 1971; República Federal da Alemanha, Ulm : Südd. Verl. Ges. 1971.
- Altdeutsche Zeichnungen aus der Universitätsbibliothek Erlangen.
- Das Aquarell, 1400 bis 1950, Ausst. Haus der Kunst München 1972/1973 (Ausst. und Katalog hrsg. v. Herbert Pée gemeinsam mit Walter Koschatzky, München 1972).
- Die Künstlergruppe Brücke und der deutsche Expressionismus: Sammlung Buchheim. Gemälde, Aquarelle, farbige Zeichnungen, Ausst. in der Städtischen Galerie im Lenbachhaus in München, 1973 (Katalog hrsg. von Herbert Pée gemeinsam mit Wolf-Dieter Dube und Katja Laske).
- David Hockney. Zeichnungen und Druckgraphik, Ausst. Staatliche Graphische Sammlung München 1977.

### Werke
- Die Palastbauten des Andrea Palladio (Hochschulschrift), Würzburg-Aumühle 1939
- Ulm, München : Deutscher Kunstverlag (Deutsche Lande, deutsche Kunst), 1954.
- Horst Antes, Ausst. Museum Ulm, Ulm/Donau : Süddeutsche Verl. Ges., 1963.
- Reiner Küchenmeister, Köln : DuMont Schauberg, 1964.
- Johann Heinrich Schönfeld. Die Gemälde (Deutscher Verein für Kunstwissenschaft: Jahresgabe; 1969), Berlin: Deutscher Verlag für Kunstwissenschaft 1971, ISBN 9783871570179.